# ニュージーランド証券取引所

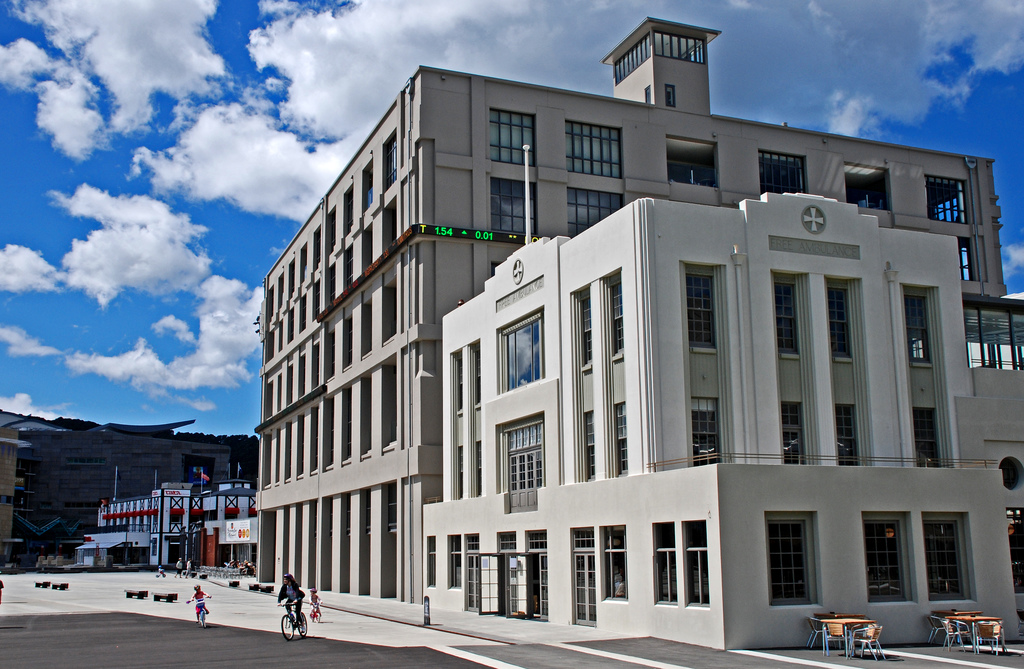
ニュージーランド証券取引所（ウェリントン）

ニュージーランド証券取引所（ニュージーランドしょうけんとりひきじょ、英称；New Zealand Exchange(NZX)）は、ニュージーランドウェリントンにある証券取引所。代表的な株価指数としてS&P/NZX 50があり、ニュージーランド証券取引所自体構成銘柄となっている。

## 概要
1870年代のゴールドラッシュ景気に起源をもち、1872年にオークランド証券取引人協会が発足。1908年に証券取引法が制定され、1915年にニュージーランド証券取引協会が発足する。1974年に各地に点在した取引所を集約し、New zealand stock Exchange(NZSE)を発足する。1991年に完全電子取引を開始する。2002年に会員組織から商業会社への組織変更を決定し、2003年5月に現在の名称に改名、同年6月にニュージーランド証券取引所自体を同取引所に上場する。
現在、ニュージーランド証券取引所では、169社が上場する証券取引所（New Zealand Stock Market(NZSX)）、新興企業の上場する代替取引所（New Zealand Alternative Market(NZAX)）、債券市場（New Zealand Debt Market(NZDX)）の3つの市場を構成し市場取引を担当している。地理的に世界で一番早く取引を始める証券取引所であり、北米市場の動きとアジア市場の動きを強みにしている。

## 主な上場企業
- ニュージーランド銀行（BNZ）
- オーストラリア・ニュージーランド銀行（ANZ）
- ニュージーランド航空（AIR NEW ZEALAND）
- オークランド国際空港（Auckland International Airport）
- テレコム・ニュージーランド（Telecom New Zealand）
- フォンテラ